# Alfred Effenberg
Alfred Oliver Effenberg (* 1961) ist ein deutscher Sportwissenschaftler und Hochschullehrer.

## Leben
Effenberg beendete 1991 sein Studium an der Universität Hamburg. In seiner Diplomarbeit beschäftigte er sich mit dem Thema „Sich-bewegen-lernen im Sport?: Der sensomotorische Lernprozeß und der Handlungscharakter sportlicher Bewegungen; eine Analyse informeller Steuerungs- und Regelungsprozesse sportlicher Bewegungshandlungen“. Er war mehrere Jahre lang am Olympiastützpunkt Hamburg im Bereich Technikanalyse, Leistungsdiagnostik und motorische Rehabilitation tätig. 1993 legte er einen Forschungsaufenthalt an der University of California, Los Angeles in den Vereinigten Staaten ein und arbeitete dort unter Richard A. Schmidt. 1995 wurde an der Universität Hamburg seine Doktorarbeit angenommen, die im selben Jahr beim Dissertationswettbewerb der Universität Hamburg mit dem ersten Preis ausgezeichnet wurde. Zudem gewann Effenberg 1996 den Karl-Hofmann-Publikationswettbewerb.
Ab 1996 war er als wissenschaftlicher Mitarbeiter am Institut für Sportwissenschaft und Sport der Rheinischen Friedrich-Wilhelms-Universität Bonn tätig und befasste sich dort vorrangig mit Themen der Bewegungswissenschaft, der Motoriktheorie, audiomotorischen und mehrmodalen Wahrnehmungs- und Handlungszusammenhängen. 2002 schloss er in Bonn seine Habilitation (Thema: „Synergien der Sinne für die Bewegungsregulation : Effekte multisensorischer Konvergenzen bei der Wahrnehmung, Beurteilung und Ausführung von Sportbewegungen“) ab. 2007 trat Effenberg an der Leibniz-Universität Hannover eine Professur im Arbeitsbereich Sport und Bewegung/Training des Instituts für Sportwissenschaft an.
Seine Forschungsschwerpunkte liegen in den Feldern Motorische Kontrolle, Motorisches Lernen, Bewegungswahrnehmung, Wahrnehmungs-/Handlungszusammenhang, Bewegungssonifikation sowie Multisensorische Integration.